# Química cuántica relativista
La química cuántica relativista invoca a los argumentos de la química cuántica y la química relativista para explicar las propiedades y estructuras elementales, especialmente para los elementos más pesados de la tabla periódica de los elementos. Un ejemplo notable de tal explicación sería el hecho de que el color del oro (en el sentido en que no es plateado como la mayoría de los demás metales) se explica a través de estos efectos relativísticos.
El término «efectos relativistas» fue desarrollado en la luz de la historia de la mecánica cuántica. Al principio, la mecánica cuántica se desarrollaba sin considerar la teoría de la relatividad. Por convención, «efectos relativistas» eran aquellas discrepancias entre los valores calculados por modelos que consideraban la relatividad y aquellos que no. Los efectos relativistas son importantes para los elementos pesados con números atómicos altos. En la disposición más común de la tabla periódica, estos elementos se ubican en la parte inferior. Pueden citarse como ejemplos los lantánidos y los actínidos.

## Historia
Comenzando en 1935, Bertha Swirles describió un tratamiento relativista de un sistema polielectrónico, a pesar de la afirmación en 1929 de Paul Dirac de que las imperfecciones restantes en la mecánica cuántica "sólo dan dificultades cuando partículas a altas velocidad están involucradas y son, por lo tanto, de poca importancia en la estructura atómica y molecular y en reacciones químicas ordinarias en las que usualmente es suficientemente preciso ignorar las variaciones relativistas de masa y velocidad y se asumen sólo fuerzas de Coulomb entre los electrones y los núcleos atómicos".
Químicos teóricos estuvieron de acuerdo con la afirmación de Dirac hasta la década de 1970, cuando se observaron efectos relativistas en objetos pesados. La ecuación de Schrödinger fue desarrollada en 1926 sin considerar la relatividad. Las correcciones relativistas fueron hechas a la ecuación de Schrödinger para explicar la estructura fina del espectro atómico, pero este avance y otros no tuvieron gran repercusión en la comunidad de químicos. Como las líneas de los espectros atómicos estaban más involucradas en el campo de la física y no en el de la química, la mayoría de los químicos no estaban familiarizados con la mecánica cuántica relativista, y su atención estaba focalizada en los elementos más livianos, típicos de la química orgánica.